# Холдеман, Самуэль Стехман
Самуэль Стехман Холдеман (англ. Samuel Stehman Haldeman; 1812—1880) — американский конхиолог, энтомолог, диптеролог, естествоиспытатель и филолог; член Национальной академии наук США.

## Биография
Самуэль Стехман Холдеман родился 12 августа 1812 года в американском штате Пенсильвания. Сперва учился в средней школе в городе Гаррисберге, затем два года посещал Dickinson College, но диплома там так и не получил.
В 1835 году Холдеман написал статью для Lancaster Journal, опровергающую «Большое лунное надувательство», утверждавшее, что на Луне была обнаружена жизнь. Тогда же его бывший профессор Генри Д. Роджерс был назначен государственным геологом Нью-Джерси, и послал за Холдеманом, чтобы тот помогал ему в исследваниях. 
Некоторое время управлял лесопильным производством, затем состоял при «Geological Surveys» в Нью-Джерси и Пенсильвании, в 1851 году стал профессором естествознания при Пенсильванском университете, в 1855 году перешел на Delaware College и в 1869 году был приглашен Пенсильванским университетом занять кафедру филологии. 

В 1844 году он написал статью «Перечисление современных пресноводных моллюсков, которые являются общими для Северной Америки и Европы», где подробно изложил аргументы в пользу ламарковской эволюции и трансмутации видов. В 1861 году Чарльз Дарвин в предисловии к своему труду «Происхождение видов» отмечал вклад идей Холдемана в поддержку эволюции.   
Холдеман прославился как своими работами над английским языком и наречиями проживающих в Соединенных Штатах немецких племён, так и своими зоологическими исследованиями над органами звука у бабочек, фаунистикой Северной Америки и др. Однажды он признался: «Я никогда не занимаюсь одной отраслью науки более десяти лет, но откладываю её в сторону и иду в новые области».
Самуэль Стехман Холдеман умер 10 сентября 1880 года в родном штате.
Заслуги ученого были отмечены членством в Национальной академии наук США. Помимо этого, в 1844 году он был избран членом Американского философского общества, а также был одним из основателей, а затем и президентом Американской филологической ассоциации.
Его именем назван один из видов (Leptinotarsa haldemani) жуков-листоедов.

## Избранная библиография
- | Систематик живой природы                                                                                                                                  | Систематик живой природы |
| --- | ------------------------ |
| Исследователь, описавший ряд зоологических таксонов. Названия этих таксонов (для указания авторства) сопровождают обозначением «Haldeman». \| Викивиды \| |                          |
| Викивиды |                          |«Fresh water univalve Mollusca of the United States» (Филадельфия, 1840—44);
- «A monograph of the Limniades, or fresh water univalve shells of North America» (Филадельфия, 1842);
- «Zoological contributions» (Нью-Йорк, 1843—44); «Introductory lecture to a course on Zoology» (Филадельфия, 1842);
- «Materials towards a History of the Coleoptera Longicornia of the united States» («Trans. Amer. Phil. Soc.», 1847);
- «A description of several new and interesting amiuals» (Альбани, 1847);
- «On a new organ of Sound in Lepidoptera» («Sillim. Amer. J.», 1848);
- «Description of North American Coleoptera» (Филадельфия, 1849);
- «Iconographic Encyclopaedia of Science, Litterature and Arts: Articulatae» (Нью-Йорк, 1850);
- «Outlines of General Zoology: Invertebrates» (Нью-Йорк, 1851);
- «Analytic Orthography» (1860); «Pennsylvania Dutsh» (1872);
- «Word building» (1881)[4].